# Eugène Arnaudeau
Pour les articles homonymes, voir Arnaudeau.
Eugène-Jean-Marie Arnaudeau, né le 8 septembre 1821 à Laon et mort le 3 mai 1891 à Sèvres (Vienne), est un général et homme politique français.

## Biographie
Arnaudeau passe par l'École polytechnique, et en sort comme officier du génie. Sous-lieutenant en 1843, lieutenant en 1845, capitaine en 1849, il devient chef de bataillon en 1855, lieutenant-colonel en 1860, colonel en 1863, général de brigade en 1868 et général de division en 1875. Il quitte l'arme du génie pour celle de l'infanterie. Il fait en Afrique ses premières campagnes, et prend part, en 1870, à la campagne d'Allemagne; il commande une brigade dans le 3e corps d'armée (maréchal Bazaine). 
Par la suite, il est successivement pourvu du commandement de la brigade d'Angoulême, puis de celui de la 16e division d'infanterie, comprenant les subdivisions des régions de Cosne, Bourges et Nevers.
En 1877, il est élu Sénateur de la Vienne par les conservateurs de ce département. Arnaudeau prend place à droite et vote avec les conservateurs : contre l'article 7 et les lois présentées par Ferry sur renseignement, contre l'amnistie, etc. Réélu en 1882, il se prononce : contre la loi sur le serment judiciaire, contre l'expulsion des princes, contre le rétablissement du divorce, et contre le nouveau projet de loi sur l'armée, dans lequel il blâme la réduction du service à trois ans, et la complète suppression des dispenses conditionnelles. Il vote contre le rétablissement du scrutin uninominal, la proposition de loi Lisbonne restrictive de la liberté de la presse, contre la proposition de loi érigeant le Sénat en haute cour de justice pour juger les attentats commis contre la sûreté de l'État.
Il se retire en 1891 dans sa propriété de La Brunetière à Sèvres, dans la Vienne, où il se livre à certaines expériences agricoles, essayant, avec succès, d'appliquer à l'agriculture les méthodes scientifiques découvertes à cette époque.

## Distinctions
- Grand officier de la Légion d'honneur

## Sources
- « Eugène Arnaudeau », dans Adolphe Robert et Gaston Cougny, Dictionnaire des parlementaires français, Edgar Bourloton, 1889-1891 [détail de l’édition]